# Bartolomeo Asmundo
Bartolomeo Asmundo (XV sec. – Catania, XVI sec) è stato un poeta italiano, attivo negli anni 1480-1530 a Catania, che compose in Lingua siciliana.

## Biografia
È considerato il primo poeta lirico siciliano. 
Membro di una importante famiglia patrizia catanese occupò varie cariche pubbliche - più volte giurato fra il 1493 e il 1512 -, fu inoltre «reformatur Studii» del Siculorum Gymnasium nel 1495 e nel 1497, una delle più importanti cariche universitarie.

Nella schiera dei poeti del Cinquecento siciliano - come il Veneziano, Geronimo d'Avila e Giovanni Nicolò Rizzari ed altri - le sue poesie sono comprese nella parte prima delle Muse siciliane, nella raccolta Scelta di canzoni in siciliano sacre e profane, e ancora altri testi si possono leggere nella Nuova Raccolta di rime siciliane. Le opere, almeno 27 canzuni in ottave  di tema sacro e profano, spesso venate dalla malinconia, seguono il petrarchismo rifacendosi agli ideali dell'amore testimoniati nell'opera del toscano Bembo e il serventese dei provenzali.

Sull'Asmundo lo studioso Galeano (Palermo, 1605-1675), più noto con lo pseudonimo di Pier Giuseppe Sanclemente, scrisse: «Fu egli (ciò che più si dee stimare) innanzi d'Antonio Veneziano, e pure compose con tanta maestà di stile, con tanta leggiadria di pensieri, con tanta espressione d'affetti, che sono veramente le sue canzoni degne di qualunque venerazione».
Tra i titoli: Nuddu quieta, si discurri in tuttu; Si Marti mai, si Palladi o Bellona; Sugnu cu la Furtuna in tali puntu; Sugnu riduttu, chi s'iu mi lamentu; Affannu nun fu mai tantu, né tali;Ch'iu per vui mora mi fu datu in sorti. 
Il Paruta, nell'elogio dedicatogli, scrisse con chiara allusione alla questione del plagio di Pietro Bembo, dando credito a quella tradizione letteraria che attribuiva la paternità della "canzuni" dal titolo Per la continua guerra all'Asmundo, ma che da recenti studi (Lampiasi 1986) va assegnata a Bartolomeo Corbera (o Incorvera), pretore di Palermo nel 1472, siciliano di famiglia nobile d'origine catalana.